# Ilse Baerwald
Ilse Helene Baerwald, auch Ilse Bärwald (geboren am 14. September 1903 in Berlin; gestorben nach 1939) war eine deutsche Theaterschauspielerin, die in den 1920er und frühen 1930er Jahren im Bereich des politischen Theaters aktiv war. Sie wurde in der Zeit des Nationalsozialismus als Jüdin verfolgt.

## Leben und Wirken
Ilse Baerwald wuchs in Berlin-Charlottenburg auf. Ihre Eltern waren Olga Baerwald (geborene Lundt) und der Psychologe Richard Baerwald. Sie absolvierte die Schauspielschule des Deutschen Theaters zu Berlin (später aufgegangen in die Staatliche Schauspielschule Berlin, heute Hochschule für Schauspielkunst Ernst Busch Berlin).
Zwischen 1924 und 1928 gehörte Ilse Baerwald zum Ensemble der Volksbühne Berlin und wirkte dort in zahlreichen Inszenierungen des politischen Theaters von Erwin Piscator mit, darunter die Uraufführungen von Paul Zechs Das trunkene Schiff (1926), mit Projektionen von George Grosz, und Alfons Paquets Sturmflut (1926). In dieser Zeit stand sie unter anderem mit Marlene Dietrich und Helene Weigel auf der Bühne.
Baerwald war auch im Film- und Tonbereich tätig. Sie spielte unter anderem in Das erste Recht des Kindes (1932), einem Spielfilm, der sich kritisch mit dem Thema Abtreibung befasst und 1933 auf Veranlassung Heinrich Himmlers verboten wurde.
Ilse Baerwald wurde in der Zeit des nationalsozialistischen Regimes in Deutschland als Jüdin verfolgt. 1939 lebte sie zuletzt in der Woyrschstr. 48 (heute: Genthiner Straße) in Berlin-Tiergarten. Ihre Sterbedaten sind nicht bekannt.

## Theater (Auswahl)
- 1918: Frank Wedekind – Die Büchse der Pandora. Regie: Carl Heine, Kleines Schauspielhaus / Kammerspiele des Deutschen Theaters[3]
- 1924: Wilhelm Schmidtbonn – Die Fahrt nach Orplid. Regie: Paul Bildt, Volksbühne Theater am Bülowplatz[4]
- 1924: Hans Müller-Schlösser – Schneider Wibbel. Regie: Paul Henckels, Volksbühne Theater am Bülowplatz[5][4]
- 1924: Gerhart Hauptmann – Schluck und Jau. Regie: Paul Henckels, Volksbühne Theater am Bülowplatz[6][4]
- 1924 (UA): Kalidasa – Sakuntala (ins Deutsche übertragen von Rolf Lauckner). Regie: Paul Henckels, Volksbühne Theater am Bülowplatz[7][4]
- 1925 (UA): Anatoli W. Lunatscharskij – Der befreite Don Quichote. Regie: Fritz Holl, Volksbühne Theater am Bülowplatz[8][4]
- 1926 (UA): Alfons Paquet – Sturmflut. Regie: Erwin Piscator, Volksbühne Theater am Bülowplatz[9][4]
- 1926: Johann Wolfgang von Goethe – Faust I. Regie: Fritz Holl, Volksbühne Theater am Bülowplatz[4]
- 1926 (UA): Paul Zech – Das trunkene Schiff. Regie: Erwin Piscator, Film und Projektionen: George Grosz, Volksbühne Theater am Bülowplatz[10][4]
- 1926: Maxim Gorki – Nachtasyl. Regie: Erwin Piscator, Volksbühne Theater am Bülowplatz[4]
- 1928: Rudolf Lauckner – Die Entkleidung des Antonio Carossa. Regie: Günther Stark, Volksbühne Theater am Bülowplatz[4]
- 1928: Hermann Essig – Der Kuhhandel. Regie: Viktor Schwanneke, Theater am Schiffbauerdamm[11]
- 1928: Johann Nepomuk Nestroy – Das Mädl aus der Vorstadt. Regie: Jürgen Fehling, Bühnenbild: Edward Suhr, Volksbühne Theater am Bülowplatz[12]
- 1930: Karl Megerle von Mühlfeld – Der Fall Slowenski. Regie: Fritz Staudte, Theater am Schiffbauerdamm[13][14]
- 1931: August Strindberg – Der Vater. Regie: Paul Wegener[15]
- 1933: Henrik Ibsen – John Gabriel Borkman. Regie: Sergius Sax, Komödie Berlin[16]

## Synchronrollen
- 1930 (DF): Vorhang auf! (OT: Gold Diggers of Broadway, USA 1929)[17]

## Filme
- 1931: Zwischen Nacht und Morgen, Regie: Gerhard Lamprecht
- 1932: Das erste Recht des Kindes: Aus dem Tagebuch einer Frauenärztin, Regie: Fritz Wendhausen

## Hörspiele
- 1929: Gerhart Hauptmann: Der arme Heinrich. Eine deutsche Sage. Deutsches Volkstheater (aus dem Senderaum der Funk-Stunde) (Ottegebe) – Bearbeitung und Regie: Joachim von Ostau (Sendespiel (Hörspielbearbeitung) – Funk-Stunde Berlin)[18]